# Michel Cosnard
Pour les articles homonymes, voir Cosnard.
Michel Cosnard est un chercheur français né le 9 juillet 1952 à Grenoble, spécialiste en algorithmique du parallélisme. 

## Biographie
Chercheur au Centre national de la recherche scientifique puis professeur à l'École normale supérieure de Lyon, il crée le laboratoire d'informatique du parallélisme avant d'être nommé Professeur à l’École Polytechnique de l’Université de Nice Sophia Antipolis, puis Président directeur général de l'Institut national de recherche en informatique et en automatique en mai 2006, jusqu'en juillet 2014. On lui doit de nombreux travaux sur les architectures et les algorithmes parallèles pour lesquels il a reçu le prix Alfred-Verdaguer de l'Académie des Sciences (1994), la médaille d'argent (Silver Core) de l'IFIP (International Federation for Information Processing, 1995), les prix Charles Babbage Award (International Parallel and Distributed Processing Symposium, 2003) et Euro-Par Achievement Award (2011).
De 2015 à 2019, il préside le Haut Conseil de l'évaluation de la recherche et de l'enseignement supérieur (Hcéres). Il est nommé président du jury des concours d’entrée à l’École nationale d’administration (ÉNA) pour la session de 2020.

## Formation
- Diplôme d'ingénieur de l'ENSIMAG en informatique et mathématiques appliquées
- Master en mathématiques appliquées à l'université Cornell
- Doctorat en informatique à l'université de Grenoble

## Ouvrage
- (en) avec D. Trystram, Parallel Algorithms and Architectures, Internat.Thomson Pub., 1995, 530 p. (ISBN 978-1-850-32125-5)